# Sectionals
«Sectionals» es el decimotercer episodio de la primera temporada de la serie de televisión estadounidense Glee. Emitido originalmente el 9 de diciembre de 2009 por la cadena Fox, sirvió como final de la primera mitad de la temporada, cuya emisión se detuvo hasta abril del año siguiente. «Sectionals» fue escrito y dirigido por el cocreador de la serie Brad Falchuk y supone el regreso de Eve y Michael Hitchcock como artistas invitados. Seis canciones son versionadas en el episodio y cuatro de ellas fueron lanzadas como senciilos, disponibles para descarga digital, e incluidas en el álbum Glee: The Music, Volume 2.
Muestra la victoria de New Directions en la ronda local de la competición de coros. Finn (Cory Monteith) descubre que no es el padre del bebé que espera su novia Quinn (Dianna Agron), y el entrenador de fútbol Ken Tanaka (Patrick Gallagher) rompe con su prometida Emma (Jayma Mays) debido a los sentimientos que ella profesa por el director del coro Will Schuester (Matthew Morrison). Por su parte, este deja a su esposa Terri (Jessalyn Gilsig) al descubrir que le ha estado mintiendo sobre su embarazo y finalmente besa a Emma.
«Sectionals» fue visto por una media de 8,127 millones de espectadores en Estados Unidos.

## Argumento
Como resultado de un tecnicismo en las reglas de la competencia del show de coro, el director del club Glee, Will Schuester (Matthew Morrison) no puede acompañar a New Directions. La consejera Emma Pillsbury (Jayma Mays) pospone su boda unas horas para poder tomar el club en su lugar, aunque su novio, el entrenador de fútbol Ken Tanaka (Patrick Gallagher), siente que ella está eligiendo a Will por encima de él. La mayoría del club Glee se enteró de que Puck (Mark Salling), no Finn (Cory Monteith), es el padre del bebé de Quinn. Ocultan este hecho a Rachel (Lea Michele), creyendo que ella le contará a Finn. Emma asume el papel de asesora del club cuando empiezan a trabajar en su lista de secciones. Con dos canciones del grupo seleccionadas, Rachel dice que cantará la balada en solitario; Mercedes (Amber Riley) se opone enérgicamente a esto, y canta "And I Am Telling You I'm Not Going" . Rachel acepta que Mercedes merece cantar el solo y las dos se abrazan. Mientras tanto, Rachel ha deducido que Puck embarazo a Quinn y le dice a Finn; él ataca a Puck y se enfrenta a Quinn, quien con lágrimas en los ojos admite la verdad. Enfurecido por su traición, Finn abandona el club en la víspera de las seccionales, y tiene que ser reemplazado por el reportero escolar Jacob Ben Israel (Josh Sussman). New Directions llega al evento para descubrir que sus competidores han recibido una copia anticipada de su lista de canciones, y están interpretando las tres canciones que eligieron. Emma llama a Will, quien convence a Finn para que ayude a sus compañeros de New Directions. Will encuentra a Finn en el vestuario y le habla de lo especial que es y de que el club lo necesita.
Emma se enfrenta a los directores de los coros rivales, Grace Hitchens (Eve) y Dalton Rumba (Michael Hitchcock), mientras que New Directions elige nuevas piezas de performance para su lista en el último minuto. Rachel le pide a Mercedes que interprete otra balada, pero Mercedes insiste, con el resto del club de acuerdo, que Rachel es la mejor opción para actuar "sobre la marcha". También deciden incluir a "Somebody to Love" como su cerrador, pero están atrapados por una tercera pieza hasta que Finn llega con nuevas partituras para el grupo, listas para tocar con ellas. Rachel da una presentación en solitario de "Don't Rain on My Parade", recibiendo una ovación de pie después de terminar. El grupo luego realiza "You Can't Always Get What You Want" de los Rolling Stones, para aplausos y aplausos de la audiencia. Después de su actuación, Grace intenta confesar su duplicidad a los jueces, pero ya han decidido por unanimidad que New Directions ha ganado la competencia. Habiendo descubierto previamente que su esposa Terri (Jessalyn Gilsig) estaba fingiendo su embarazo, Will le dice que ya no se siente de la misma manera que cuando se enamoraron por primera vez. Más tarde asiste a la boda retrasada de Ken y Emma, solo para descubrir que Ken ha terminado la relación como resultado de los sentimientos de Emma por Will. Ella anuncia su intención de dejar McKinley High School, explicando que será demasiado doloroso para ella seguir trabajando con Will y Ken. De vuelta a la escuela, el director Figgins (Iqbal Theba) suspende a la entrenadora de animadoras Sue Sylvester (Jane Lynch) por filtrar la lista de interpretaciones del club Glee, y ha reintegrado a Will como director de New Directions. Los miembros del club Glee muestran a Will su trofeo y tocan "My Life Would Suck Without You" para él. Cuando Emma se prepara para irse de la escuela, Will la persigue y la detiene con un beso. Ambos están felices, pero no están seguros de lo que sucederá en el futuro.

## Producción

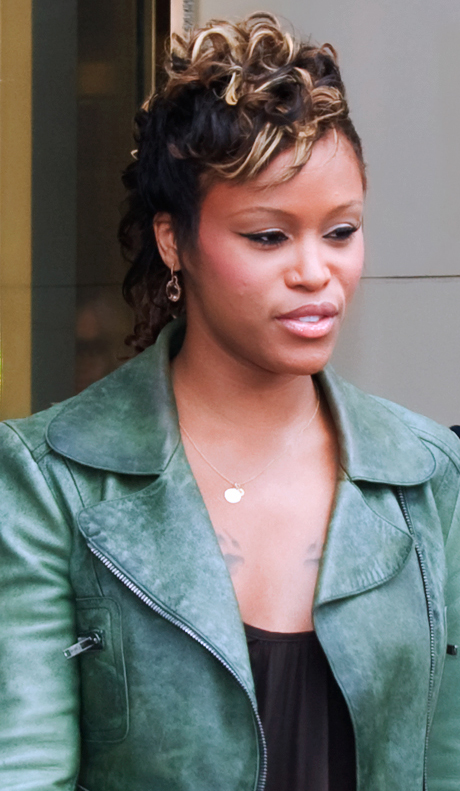
«Sectionals» supone el regreso de Eve a Glee tras su participación como artista invitada en el episodio «Hairography».

Originalmente, Fox encargó la realización de trece episodios de Glee con «Sectionals» como final. Cinco días después de la emisión del tercer episodio, «Acafellas», el presidente de la cadena Kevin Reilly anunció que la primera temporada de la serie había sido ampliada nueve episodios más debido a la respuesta de la audiencia. «Sectionals», estrenado el 9 de diciembre de 2009, se convirtió entonces en el final de la primera mitad de la temporada, mientras que el resto de episodios fueron emitidos a partir del 13 de abril de 2010.
Fue escrito y dirigido por el cocreador de la serie Brad Falchuk. La trama de «Sectionals» fue influida por los eventos acontecidos en el undécimo episodio la temporada, «Hairography», donde la entrenadora de los animadores Sue Sylvester revela a los rivales de New Directions las canciones que el coro interpretará en el concurso local. Unos meses antes de la emisión del episodio, en octubre de 2009, el actor Matthew Morrison relevó los planes que llevaría a cabo el personaje de su compañera Jane Lynch y explicó que las actuaciones de los coros rivales tendrían lugar antes que la de New Directions, por lo que parecería que estos últimos habían copiado al resto y tendrían que improvisar. Además, el actor calificó a «Sectionals» como «el mejor episodio de la serie».
Los personajes recurrentes que aparecen son: los miembros del coro Brittany S. Pierce (Heather Morris), Santana Lopez (Naya Rivera), Mike Chang (Harry Shum, Jr.) y Matt Rutherford (Dijon Talton), el entrenador de fútbol americano Ken Tanaka (Patrick Gallagher), el reportero del instituto Jacob Ben Israel (Josh Sussman), el director Figgins (Iqbal Theba) y el presentador de las noticias locales Rod Remington (Bill A. Jones). Anna Camp y Patricia Forte intervienen como artistas invitadas interpretando a las juezas del concurso local Candace Dykstra y Donna Landries, respectivamente. «Sectionals» supuso además el regreso de Eve y Michael Hitchcock como Grace Hitchens y Dalton Rumba, los directores de los coros rivales, tras su aparición en el episodio «Hairography».

## Música
Seis canciones son versionadas en el episodio. La primera de ellas, «And I Am Telling You I'm Not Going» del musical Dreamgirls, es interpretada por Mercedes Jones (Amber Riley) ante New Directions en la sala del coro. En el concurso local, el coro femenino de la Academia Jane Addams interpreta una nueva versión de «And I Am Telling You I'm Not Going» y «Proud Mary» de Creedence Clearwater Revival, mientras que el coro de la Escuela Haverbrook versiona «Don't Stop Believin'» de Journey. Por otra parte, Rachel Berry (Lea Michele) canta «Don't Rain on My Parade» del musical Funny Girl y New Directions, al completo, «You Can't Always Get What You Want» de The Rolling Stones. En los últimos minutos del episodio, New Directions realiza una versión de «My Life Would Suck Without You» de Kelly Clarkson dedicada a su director.
Las versiones completas y grabadas en estudio de «And I Am Telling You I'm Not Going», «Don't Rain on My Parade», «You Can't Always Get What You Want» y «My Life Would Suck Without You» fueron lanzadas como sencillos en diciembre de 2009, disponibles para descarga digital, y fueron incluidas en el álbum Glee: The Music, Volume 2. «And I Am Telling You I'm Not Going» alcanzó el puesto 85 de la lista musical de éxitos canadiense, «Don't Rain on My Parade» el 59, «You Can't Always Get What You Want» el 51 y «My Life Would Suck Without You» el 40. En Estados Unidos y siguiendo este mismo orden, los sencillos alcanzaron las posiciones 94, 53, 71 y 51, respectivamente.

## Recepción

### Audiencia
«Sectionals» fue visto por una media de 8,127 millones de espectadores en Estados Unidos, cifra ligeramente inferior a la obtenida por el episodio anterior, «Mattress», que obtuvo una media 8,147 millones de espectadores. Sin embargo, su cuota de pantalla en la franja demográfica de los adultos entre 18 y 49 años —3,7— superó la de todos los episodios de la primera temporada emitidos hasta entonces. En Canadá fue el noveno programa más visto de la semana, con una audiencia media de 1,64 millones de espectadores.

### Crítica
"Seccionals" recibió en su mayoría críticas positivas de los medios gráficos.Natalie Abrams de TV Guide  sintió que terminó el comienzo de la temporada con una "nota alta",  mientras Raymund Flandez de The Wall Street Journal comentó:"no podría haber pedido un mejor drama de suspenso de un final otoñal"  Eric Goldman de IGN calificó al episodio de 9/10, lo llamó "muy satisfactorio", y Gerrick Kennedy de Los Angeles Times escribió "muy buena emisión". James Poniewozik de Time opinó "no estoy conectado no estoy seguro de lo que esperaba o quería un final con buena presencia de la primera mitad de Glee. Pero lo que recibimos de "Seccionales" me dejó muy bien acerca de que el espectáculo va en esta primavera"."
En contraste, Alan Sepinwall de The Star-Ledger, consideró que el episodio trajo demasiados argumentos a un punto crítico a la vez, "no permití que todos tengan el mismo impacto que podrían haber tenido los grandes desarrollos han sido apartados".Sepinwall comentó que las actuaciones y las actuaciones musicales eran "uniformemente fuerte".
Las actuaciones musicales en el episodio recibierón elogios. Aly Semigran de MTV llamó a la interpretación de Riley como "acelerado e inducido" en "And I Am Telling You I'm Not Going", mientras que Goldman la elogió:«Riley absolutamente sofoca a Mercedes en el cantó de esa canción». En contraste, Poniewozik escribió que era la elección de una canción que no le gustaba, sintiendo que es usado en exceso, disminuyendo así su impacto. Abrams considerará a la interpretación solista de Rachel en las seccionales como "increíble", y Flandez recomienda:Mire de nuevo si alguna vez quiere tomar la espalda tres minutos de tu vida que te has perdido en otra cosa". Pardue llamó el desempeño del grupo en  "You Can't Always Get What You Want" «energética [...] ocasional [...] y muy Glee». Dan Snierson del Entertainment Weekly señaló igualmente que él hubiera preferido interacción más vocal entre todo el elenco." En diciembre de 2012, TV Guide nombró la interpretación de "Don't Rain on My Parade" una de las mejores actuaciones de Glee, comentando:"Glee ha hecho Broadway muchas veces, pero pocas veces mejor que esto."